# Morti nel 1072
| Questa pagina contiene informazioni ricavate automaticamente dalle voci biografiche con l'ausilio del template Bio e di un bot. L'aggiornamento è periodico e automatico e ricostruisce completamente la pagina. Se manca una persona in questa lista, sei pregato di non aggiungerla, ma accertati piuttosto che la sua voce biografica contenga il template Bio e che i dati anagrafici siano correttamente compilati. Se il template Bio manca, inseriscilo tu stesso o, in alternativa, metti l'avviso {{tmp\|Bio}} che ne segnala la mancanza. Se i dati riportati sono sbagliati, correggi direttamente la voce biografica; le modifiche saranno visibili in questa lista entro pochi giorni. Per chiarimenti vedi il progetto biografie. La lista contiene solo le 18 persone che sono citate nell'enciclopedia e per le quali è stato implementato correttamente il template Bio. Pagina aggiornata al 18 ago 2025. |

- 7 febbraio - Diarmait mac Máel na mBó, sovrano irlandese
- 22 febbraio - Stigand, arcivescovo cattolico inglese
- 16 marzo - Adalberto di Brema, arcivescovo cattolico tedesco
- 28 marzo - Ordulfo di Sassonia, nobile tedesco
- 17 aprile - Sabrisho III Zambur, vescovo cristiano orientale siro
- 4 agosto - Romano IV Diogene, imperatore bizantino
- 19 agosto - Havoise di Bretagna, duchessa
- 22 settembre - Ouyang Xiu, poeta, scrittore e storico cinese (n. 1007)
- 7 ottobre - Sancho II di Castiglia, re (n. 1036)
- 24 novembre - Bagrat IV di Georgia, sovrano georgiano (n. 1018)
- Adamo, abate italiano
- Alp Arslan, sultano turco
- Serlone II d'Altavilla, cavaliere medievale normanno
- Leofric, vescovo inglese
- Onorio II, vescovo cattolico italiano
- Maredudd ab Owain ab Edwin, principe
- Pier Damiani, teologo, vescovo cattolico e cardinale italiano (n. 1007)
- Georgi Vojteh, militare bulgaro